# WWE 2K
WWE 2K, ist eine vom Wrestling-Veranstalter World Wrestling Entertainment (WWE) offiziell lizenzierte Computerspielreihe, die derzeit vom US-amerikanischen Publisher 2K Games betreut wird (bis 2013 THQ). Die Spiele erscheinen derzeit für die PlayStation 4 und PlayStation 5 als auch für die Xbox One und Xbox Series. Die Spieleserie ist auch unter den Namen SmackDown, Raw, SmackDown vs. Raw und WWE bekannt. Seit dem Verkauf der Lizenz an 2K Games heißt die Spieleserie WWE 2K.

## Geschichte
Die Serie hieß ursprünglich SmackDown, nach der Show SmackDown, und erschien nur auf der PlayStation. Exclusive für die Xbox erschien nebenbei das Spiel Raw, benannt nach der Flaggschiff-Show Raw. Die erste Veröffentlichung der Serie war WWF SmackDown! im März 2000, der zusammen mit diesen nachfolgenden Titeln exklusiv für Sonys PlayStation-Konsolen blieb. Zwei Jahre später erschien WWF Raw exklusiv für Microsofts Xbox-Konsolen. Im Jahr 2004 wurden die beiden Spiele zusammengelegt und in SmackDown vs. Raw umbenannt. Innerhalb weniger Jahre wurde die Serie für verschiedene Konsolen der siebten Generation sowie für mobile Geräte angeboten und jährlichen Veröffentlicht. Von 2007 bis 2009 wurde der Zusatz featuring ECW hinzugefügt, nachdem die WWE um einen weitern Brand erweitert worden war. Die Serie wurde im Jahr 2011, nachdem der Brand-Split geendet hatte, in WWE umbenannt.
Nach der Auflösung von THQ im Januar 2013 wurde berichtet, dass die Veröffentlichungsrechte für die WWE-Videospielserie von Take-Two Interactive erworben wurden. Take-Two bestätigte die Übernahme im Februar und sagte, dass auch die Dienste von Yuke’s und den THQ-Mitarbeitern, die an der WWE-Serie gearbeitet haben, erhalten bleiben. WWE 2K14 ist das erste Spiel, das unter den Namen WWE 2K veröffentlicht wurde.

## Liste der Spiele
| Titel                                    | Entwickler                  | Publisher      | Plattform(en)                                     | Erscheinungsdatum  | Coverstar |
| ---------------------------------------- | --------------------------- | -------------- | ------------------------------------------------- | ------------------ | --- |
| WWF SmackDown!                           | Yuke’s                      | THQ, Yuke’s    | PlayStation                                       | 2. März 2000       | Chyna, The Rock, Billy Gunn, Mankind |
| WWF SmackDown! 2: Know Your Role         | Yuke’s                      | THQ, Yuke’s    | PlayStation                                       | 1. Dezember 2000   | Chris Jericho, The Rock, Triple H, The Undertaker |
| WWF SmackDown! Just Bring It             | Yuke’s                      | THQ, Yuke’s    | PS2                                               | 16. November 2001  | Triple H, The Rock, Spike Dudley, Kurt Angle |
| WWF Raw                                  | Anchor Inc.                 | THQ            | Xbox, Windows                                     | 11. Februar 2002   | The Undertaker, Jeff Hardy, Kane, Triple H |
| WWE SmackDown! Shut Your Mouth           | Yuke’s                      | THQ, Yuke’s    | PS2                                               | 15. November 2002  | Kurt Angle, Brock Lesnar, Triple H, Booker T, Chris Jericho |
| WWE Raw 2: Ruthless Aggression           | Anchor Inc.                 | THQ            | Xbox                                              | 16. September 2003 | Triple H, Goldberg, Scott Steiner |
| WWE SmackDown! Here Comes the Pain       | Yuke’s                      | THQ            | PS2                                               | 7. November 2003   | Rey Mysterio, Matt Hardy, Brock Lesnar, John Cena, The Undertaker, Torrie Wilson                                                                                    |
| WWE SmackDown! vs. Raw                   | Yuke’s                      | THQ, Yuke’s    | PS2                                               | 12. November 2004  | Vince McMahon |
| WWE SmackDown! vs. Raw 2006              | Yuke’s                      | THQ            | PS2, PSP                                          | 11. November 2005  | Batista, John Cena |
| WWE SmackDown vs. Raw 2007               | Yuke’s                      | THQ            | PS2, PSP, Xbox 360                                | 10. November 2006  | Rey Mysterio, John Cena, Torrie Wilson, Triple H, Batista |
| WWE SmackDown vs. Raw 2008 featuring ECW | Yuke’s, Amaze Entertainment | THQ            | PS2, PS3, PSP, Xbox 360, Wii, Nintendo DS, Mobile | 9. November 2007   | John Cena, The Undertaker, Bobby Lashley |
| WWE SmackDown vs. Raw 2009 featuring ECW | Yuke’s, Tose Co., Ltd.      | THQ            | PS2, PS3, PSP, Xbox 360, Wii, Nintendo DS, Mobile | 7. November 2008   | Triple H, Shawn Michaels |
| WWE SmackDown vs. Raw 2010 featuring ECW | Yuke’s                      | THQ            | PS2, PS3, PSP, Wii, Xbox 360, Nintendo DS, Mobile | 23. Oktober 2009   | Edge, The Undertaker, John Cena, Randy Orton, Rey Mysterio |
| WWE SmackDown vs. Raw 2011               | Yuke’s                      | THQ            | PS2, PS3, PSP, Wii, Xbox 360                      | 29. Oktober 2010   | Big Show, John Cena, The Miz The Undertaker, Randy Orton, Sheamus (Europa) Bret Hart, The Undertaker, Edge (Kanada) The Undertaker, Rey Mysterio, Triple H (Mexiko) |
| WWE ’12                                  | Yuke’s                      | THQ            | PS3, Xbox 360, Wii                                | 22. November 2011  | Randy Orton |
| WWE ’13                                  | Yuke’s                      | THQ, 2K Sports | PS3, Xbox 360, Wii                                | 30. Oktober 2012   | CM Punk |
| WWE 2K14                                 | Visual Concepts, Yuke’s     | 2K Sports      | PS3, Xbox 360                                     | 29. Oktober 2013   | The Rock |
| WWE 2K15                                 | Visual Concepts, Yuke’s     | 2K Sports      | PS3, PS4, Windows, Xbox 360, Xbox One, Mobile     | 28. Oktober 2014   | John Cena |
| WWE 2K16                                 | Visual Concepts, Yuke’s     | 2K Sports      | PS3, PS4, Windows, Xbox 360, Xbox One             | 27. Oktober 2015   | Stone Cold Steve Austin |
| WWE 2K17                                 | Visual Concepts, Yuke’s     | 2K Sports      | PS3, PS4, Windows, Xbox 360, Xbox One             | 11. Oktober 2016   | Brock Lesnar |
| WWE 2K18                                 | Visual Concepts, Yuke’s     | 2K Sports      | PS4, Windows, Nintendo Switch, Xbox One           | 17. Oktober 2017   | Seth Rollins |
| WWE 2K19                                 | Visual Concepts, Yuke’s     | 2K Sports      | PS4, Windows, Xbox One                            | 9. Oktober 2018    | AJ Styles |
| WWE 2K20                                 | Visual Concepts, Yuke’s     | 2k Sports      | PS4, Xbox One, Windows                            | 23. Oktober 2019   | Roman Reigns, Becky Lynch |
| WWE 2K22                                 | Visual Concepts, Yuke’s     | 2k Sports      | PS4, PS5, Xbox One, Xbox Series, Windows          | 8. März 2022       | Rey Mysterio |
| WWE 2K23                                 | Visual Concepts, Yuke’s     | 2k Sports      | PS4, PS5, Xbox One, Xbox Series, Windows          | 14. März 2023      | John Cena |
| WWE 2K24                                 | Visual Concepts, Yuke’s     | 2k Sports      | PS4, PS5, Xbox One, Xbox Series, Windows          | 8. März 2024       | Cody Rhodes |
| WWE 2K25                                 | Visual Concepts, Yuke’s     | 2k Sports      | PS4, PS5, Xbox One, Xbox Series, Windows          | 14. März 2025      | Roman Reigns |